# Françoise de Dinan

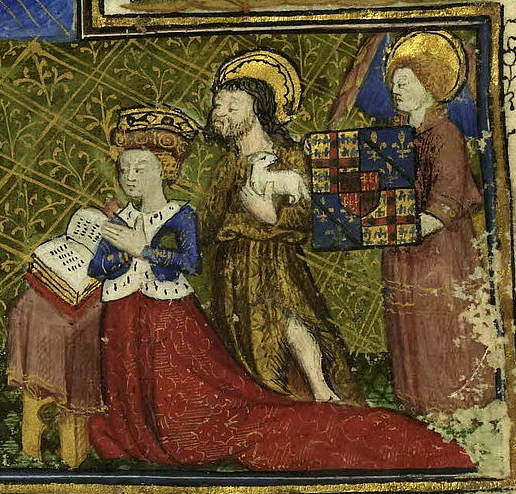
Françoise de Dinan

Françoise de Dinan (Trémuson, 20 november 1436 - Châteaubriant, 3 januari 1499) was een Bretonse edelvrouw.

## Levensloop
Françoise de Dinan was enig kind van Jacques de Dinan en Catherine de Rohan. Haar vader was maarschalk van Bretagne, kamerheer van de hertog van Bretagne en heer van Châteaubriant, Beaumanoir en Montafilant. Hij stierf in 1444 toen Françoise nog maar acht jaar oud was. Nog geen maand later overleed ook haar oom, Bertrand de Dinan, eveneens maarschalk van Bretagne en heer van Montafilant, Châteaubriant en Les Huguetières. Zo werd ze ineens een van de rijkste personen van Bretagne en de meest begeerlijke huwelijkskandidate van het hertogdom.
Françoise was al bij haar geboorte door haar vader beloofd aan Guy, de oudste zoon van graaf Guy XIV van Laval. Maar in 1444 werd ze ontvoerd door Gilles van Bretagne, een broer van hertog Frans I van Bretagne. Hij hield haar gevangen om haar te huwen zodra ze daartoe de leeftijd had bereikt. Maar Gilles werd op zijn beurt gevangen genomen door Arthur de Montauban. Dit gebeurde met goedkeuring van de hertog, die zijn broer verachtte. Na enkele jaren gevangenschap werd Gilles van Bretagne vermoord. Françoise drukte haar wens uit om met haar oorspronkelijke verloofde, Guy van Laval, te huwen. Maar uiteindelijk moest ze trouwen met diens vader, Guy XIV van Laval, die weduwnaar was. Het huwelijk werd voltrokken in 1451 en het echtpaar kreeg drie kinderen. In 1486 overleed haar man.

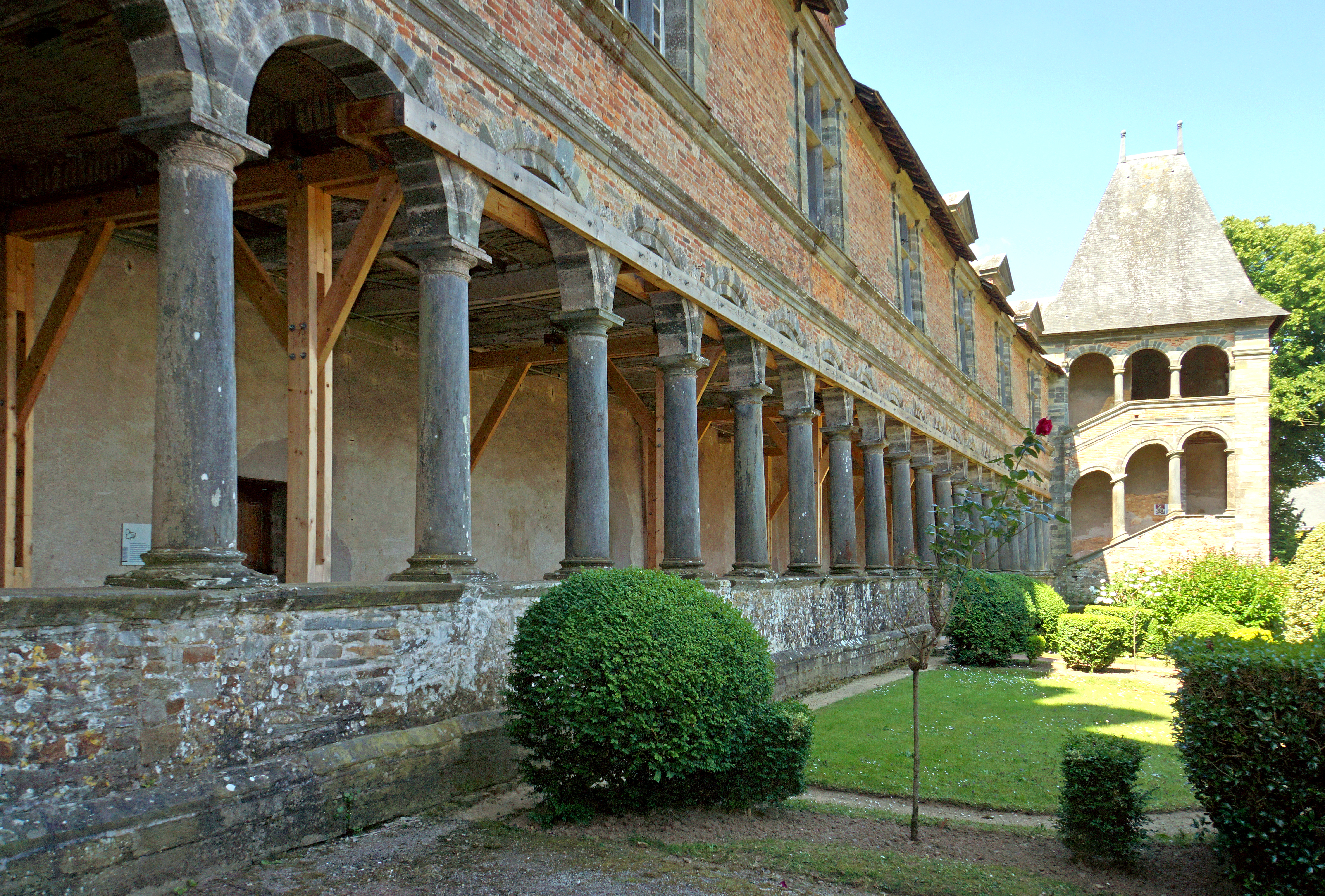
Renaissancevleugel van het kasteel van Châteaubriant

Françoise de Dinan werd in 1488 aangesteld als gouvernante van Anne van Bretagne. Françoise toonde zich een voorstander van een huwelijk van Anne met koning Karel VIII van Frankrijk. De Bretonse edelen voelden zich verraden en kwamen in opstand. Dit leidde dan weer tot een inval van het Franse leger. Het huwelijk kwam er in 1491 en dit was de voorbode van de definitieve aanhechting van Bretagne bij Frankrijk in 1532.
Françoise de Dinan liet vanaf 1490 het middeleeuwse kasteel van Châteaubriant ombouwen tot een renaissancekasteel. Ze huwde nog in het geheim met Jean de Proisy, kamerheer van de hertog van Bretagne. Met haar dood in 1499 stierf het adellijk geslacht de Dinan uit. Ze werd begraven in het dominicanenklooster van Nantes.